# Geniates punctipennis
Geniates punctipennis är en skalbaggsart som beskrevs av Ohaus 1917. Geniates punctipennis ingår i släktet Geniates och familjen Rutelidae. Inga underarter finns listade i Catalogue of Life.